# Lars Werner
Lars Werner (né le 25 juillet 1935 à Stockholm et mort le 11 janvier 2013 à Tyresö) est un homme politique suédois, et président de 1975 à 1993 du Parti de gauche – Les communistes.